# Kupres
Kupres (stariji naziv: Kupris) općina je u Hercegbosanskoj županiji u BiH. Kupres je poznat po zimskim turističkim sadržajima i ekološki očuvanoj prirodi.
Kupres je 30. srpnja 2017. ušao u Guinnesovu knjigu rekorda tako što se u tom mjestu okupio najveći broj osoba s istim imenom, naime okupila su se 2325 Ivana.

## Zemljopis

### Kupreško polje
Kupreško polje je velika krška visoravan smještena istočno od Livanjskog i Glamočkog polja, a sjeverno od Duvanjskog polja. Kupreški kraj osim Kupreškog polja obuhvaća još dva znatna manja krška polja: Vukovsko polje i Ravanjsko polje.
Samo po sebi Kupreško polje je vrlo tektonski nemirno, tj. tamo su česti potresi, uglavnom slabiji, a znaju se dogoditi i jači.
Od kulturnih znamenitosti na Kupreškom polju se održavaju Dani kosidbe na Kupresu ili Strljanica.

### Vodotoci
Kupreški kraj se sastoji iz tri hidrografski dosta samostalne kotline: Bajramovačku na sjeveru, Mrtvičku u sredini i Milačku na jugu. Najneravnije tlo je bajramovačkog dijela, gdje su mnogobrojne kose, uvale i vrtače velikih razmjera, a tek na zapadu je prostrana ravan. Tuda protiče rječica Mrtvaja koja izvire kod sela Stražbenice, teče prema sjeverozapadu i ponire na kraju polja, blizu Šemanovaca. Mrtvičkom kotlinom teče rječica Mrtvica, u koju se ulijevaju potoci Smrdelj, Karićevac i Jazmak. Teče prema zapadu i sjeverozapadu i uvire pod Kurljanjem, odnosno pod Jarmom kod mlina Mate Dumančića-Knezića. Milačkom kotlinom teče Milač, vodom najobilatija kupreška ponornica.
Od znamenitosti po velikom broju izvora,značajna je planina Stožer,koja ima nevjerojatno mnogo izvora(pa i do 100).U Kupresu se kaže da Stožer ima izvora kao i dana u godini

### Jezera
Najveće jezero u Kupreškoj općini je Kukavičko jezero kod sela Kukavice. To je glacijalno jezero površine 3750 četvornih metara, bogato je pastrvom i rakom. Uz dva manja glacijalna jezera, Turjača površine 2500 m2 i Rastičevo površine 1900 m2, u kupreškom kraju je preko 20 vrtača glinenog podnožja, u kojima se voda zadržava čineći jezerca sa 100-200 m promjera. Neka od njih imaju svoje vlastite izvore.

### Klima
Klimatske prilike ovog podneblja uvelike definira nadmorska visina od 1120 do 1250 m. Klima je planinsko-alpska, oštra, s prosječnom godišnjom temperaturom od 5.7°C. Godišnje je u prosjeku 141 dan s oborinama, od toga 55 sa snjegovima. Zbog snažnih planinskih vjetrova studen je velika i česte su snježne vijavice.

## Povijest
Od 9. stoljeća bio je u sastavu starohrvatske Hlijevanske županije, u dokumentima se spominje 1461. u ispravi bosanskoga kralja Stjepana Tomaševića.

## Stanovništvo

### Popisi 1971. – 1991.
| Stanovništvo općine Kupres |                |                |                |
| godina popisa              | 1991.          | 1981.          | 1971.          |
| Srbi                       | 4864 (50,57 %) | 5169 (51,18 %) | 6252 (54,38 %) |
| Hrvati                     | 3813 (39,64 %) | 3947 (39,08 %) | 4425 (38,49 %) |
| Muslimani                  | 802 (8,33 %)   | 745 (7,37 %)   | 763 (6,63 %)   |
| ostali i nepoznato         | 72 (0,74 %)    | 24 (0,23 %)    | 38 (0,33 %)    |
| Jugoslaveni                | 67 (0,69 %)    | 213 (2,10 %)   | 18 (0,15 %)    |
| ukupno                     | 9618           | 10.098         | 11.496         |

#### Kupres (naseljeno mjesto), nacionalni sastav
| Kupres             |                |               |               |
| godina popisa      | 1991.          | 1981.         | 1971.         |
| Srbi               | 1298 (47,80 %) | 727 (42,94 %) | 367 (38,91 %) |
| Hrvati             | 963 (35,46 %)  | 609 (35,97 %) | 433 (45,91 %) |
| Muslimani          | 357 (13,14 %)  | 202 (11,93 %) | 125 (13,25 %) |
| Jugoslaveni        | 64 (2,35 %)    | 146 (8,62 %)  | 11 (1,16 %)   |
| ostali i nepoznato | 33 (1,21 %)    | 9 (0,53 %)    | 7 (0,74 %)    |
| ukupno             | 2715           | 1693          | 943           |

### Popis 2013.
| Stanovništvo općine Kupres |                |
| godina popisa              | 2013.          |
| Hrvati                     | 4474 (88,47 %) |
| Srbi                       | 318 (6,29 %)   |
| Bošnjaci                   | 255 (5,04 %)   |
| ostali i nepoznato         | 10 (0,20 %)    |
| ukupno                     | 5057           |

| Kupres – naseljeno mjesto |                |
| godina popisa             | 2013.          |
| Hrvati                    | 2737 (94,94 %) |
| Bošnjaci                  | 116 (4,02 %)   |
| Srbi                      | 23 (0,80 %)    |
| ostali i nepoznato        | 7 (0,24 %)     |
| ukupno                    | 2883           |

## Naseljena mjesta
Općinu Kupres sačinjavaju sljedeća naseljena mjesta:
Bajramovci, 
Begovo Selo, 
Bili Potok, 
Blagaj, 
Botun, 
Brda, 
Bućovača, 
Donje Ravno, 
Donje Vukovsko, 
Donji Malovan, 
Goravci, 
Gornje Ravno, 
Gornje Vukovsko, 
Gornji Malovan, 
Kudilji, 
Kukavice, 
Kupres, 
Kute, 
Mlakva, 
Mrđanovci, 
Mrđebare, 
Mušić, 
Novo Selo, 
Odžak, 
Olovo, 
Osmanlije, 
Otinovci, 
Rastičevo, 
Rilić, 
Stražbenica, 
Suhova, 
Šemenovci, 
Vrila, 
Zanaglina, 
Zlosela i 
Zvirnjača.
Poslije potpisivanja Daytonskog mirovnog sporazuma, najveći dio općine Kupres ušao je u sastav Federacije BiH. U sastav Republike Srpske ušla su sljedeća naseljena mjesta:
Mrđanovci,
Novo Selo,
Rastičevo i
Šemenovci. Od ovog područja nastala je općina Kupres (RS).

## Uprava
Općinom Kupres upravlja načelnik i Općinsko vijeće. Izbori za načelnika i općinsko vijeće održavaju se svako četiri godine, a trenutno je na vlasti Hrvatska demokratska zajednica Bosne i Hercegovine (HDZ BiH).
Općinsko vijeće i načelnik sve svoje poslove obavljaju u općinskoj zgradi, koja se nalazi u samom centru grada.

## Gospodarstvo

### Poljoprivreda
Poljoprivreda je vrlo izražena u Kupresu, ali mnogo poljoprivrednih dobara su samo za vlastite potrebe tj. potrebe stanovništva.

### Tvornički pogoni
Šumarstvo je jako izraženo, te čini velik udio u Kupreškoj industriji. Kupreška šumarija je državna firma, ali ubire veliki prihod. Postoji i tvornica namještaja te nekoliko pilana.
IGO MIK-Industrija metalnih okova, jedno vrijeme bila u stečaju, ali opet nedavno pokrenuta i nastavlja s poslom.
Kupreška mljekara proizvoodi razne mliječne proizvode. Prije je imala veću tvornicu, ali se premješta u manju radi smanjenja posla.

### Turizam
Turizam donosi veliki prihod u Kupreškom gospodarstvu, pogotovo zimski. Potencijal za razvoj ima i ljetni turizam, prvenstveno zbog netaknute prirode. Od hotela najpoznatiji su Adria Ski, Maestral i Kupres.

## Spomenici i znamenitosti

### Rimsko doba
Postoje mnoge Gradine (zidovi),pogotovo na lokalitetu Rastičeva.
Vjerojatno su služile kao obrambeni zidovi,a danas se mogu naći u izvrsno očuvanom stanju.
Vrlo su slične Gradinama koje se mogu naći u Britaniji,građeni od Kelta,pa se vjerojatno pretpostavlja da su Gradine građene od Kelta koje su u to vrijeme nastanjivali ovdašnje prostore.
Kupres (u to doba Cypres) je bio sjecište važnih trgovačkih putanja,pa je na ovom prostoru bila izražena i razvijena Trgovina.
Tu su izgrađene Rimske barake,koje su bile i bitne barake na tim prostorima,jer je u njima bilo vojno središte.
Nije moguće točno utvrditi mjesto gdje su se barake nalazile,ali brojni dokumenti dokazuju da je su na Kupreškom lokalitetu postojale Rimske barake.
Veliki dokaz o njihovom postojanju su razni izviđački tornjevi,raspodjeljeni po Plazenici,Kupreškim Vratima i Čardačicom.Većinom su građeni od drveta,te više podsjećaju na nekakav bunker,nego izviđačke tornjeve.
Ipak,Postoji i par tornjeva izgrađenih od Kamena,koji su bolje očuvani od drvenih.
Na lokalitetu Otinovaca postajala je Rimska bazilika,koja potiče iz 5.stoljeća.
Otkrivena je 80-ih godina,a nađeni su temelji i dijelovi zidova.
Danas su obnovljeni i savršeno očuvani te se može mnogo saznati o tome.Naknadno je otkrivena grobnica u podnožju bazilike,ali nije otkriveno tko u njima počiva.

### Srednji vijek
U srednjem vijeku Kupres je i dalje važno trgovačko i prometno sjecište,te i dalje ne gubi svoje značenje.Zato u tom razdolju na tim sjecištima nastaju prva naselja koja su pretača današnjeg Kupresa.
Postoji legenda o tome kako je kraljica Katarina, bježeći u Rim ,ostala neko vrijeme živjeti u Kupres i tu izgradila dvorac.Ne zna se gdje je dvorac, ali na brdu Đerđelez (koji je sada Park Šuma) je otkriven masivni kamen koji viri iz zemlje. Iako se smatra da je to stećak, taj kameni masiv seže duboko u zemlju ,te najvjerojatnije nije riječ o stećku.
Postoji teorija da je po dolasku Turaka dvorac zakopan pod jedno brdo, a na njemu zasađena šuma savršenih drvoreda koji se pružaju u jednu savršenu liniju (takvo je brdo upravo Đerđelez).
Po toj teoriji, ispod Đeđeleza se nalazi dvorac, ali ništa bitnije dosad nije otkriveno.
Od dolaska Turaka, kulturni spomenici su jedino stećci, koji su služili kao nadgrobne ploče.
Od prirodnih znamenitosti, pored ionako prekrasne Kupreške prirode, posebno se ističu Japage blizu sela Rastičevo. To su jame nastale prirodnim putem. Jako su duboke i smatraju se krškim fenomenom sličnim Modrom i Crvenom jezeru u Imotskom.

## Obrazovanje
Od obrazovnih ustanova u Kupresu, Kupres ima jednu osnovnu školu i jednu srednju školu.
U srednjoj školi se nalazi gimnazija, škola za kuhare i škola za turističke tehničare.

## Mediji
- Kupreški radio
- Kupres portal  Arhivirana inačica izvorne stranice od 10. srpnja 2017. (Wayback Machine)

## Kultura
- Kupreški bećari, muška izvorna grupa[5]
- Javna ustanova za kulturu „Hrvatski dom“ Kupres[6]

Etnografski muzej, nalazi se u Hrvatskomu domu kulture Kupres. U njemu se nalazi muzej, studio Kupreškog Radija, Gradska knjižnica i dvorana za kazališne i kinematografske predstave.
- Međunarodni festival folklora na Kupresu
- Dani kosidbe na Kupresu

Oba kulturna događaja se događaju u sklopu Strljanice.
- Kupres Play, festival alternativne glazbe i dobrih vibracija

## Šport
- HNK Kupres (nogomet)
- Aero klub Kupres (paraglajding)
- HŠK Kupres (šah)[7]
- SRU Pastrva (športsko ribolovstvo)
- Planinarsko ekološka udruga Stožer
- Malonogometni turnir Kupres

## Poznate osobe
- Mato Džaja, književni povjesničar, kritičar, publicist
- Željko Džaja, pisac i skupljač narodnoga blaga
- Josip Radić, hrvatski katolički svećenik

## Unutarnje poveznice
- Bitka za Kupres 1942.
- Bitka za Kupres 1992.
- Bitka za Kupres 1994.

## Galerija
- Pogled na Kupres
- U Kupresu
- Centar grada
- Centar grada
- Stambeno naselje
- U Kupresu
- Kupreški kraj
- Kupres
- Kupreške visoravni
- Kupreško polje
- Kupres
- Hotel Kupres

## Vanjske poveznice
- opcinakupres.ba
- Turistička zajednica HB županije – Kupres
- Kupres Portal  Arhivirana inačica izvorne stranice od 21. lipnja 2015. (Wayback Machine)
- Kupreški Radio
- Web imenik – Kupres  Arhivirana inačica izvorne stranice od 1. prosinca 2010. (Wayback Machine)